# Scottish Cup 2017-2018
La Scottish Cup 2017-18 è stata la 133ª edizione del torneo. È iniziata il 12 agosto 2017 e si è conclusa il 19 maggio 2018. Il Celtic ha vinto il trofeo per la 38ª volta, seconda consecutiva.

## Formula del torneo
| Turno                     | Numero di incontri | Squadre | Entrano a questo turno                                                                                       |
| ------------------------- | ------------------ | ------- | --- |
| Primo turno preliminare   | 3                  | 91 → 88 | 6 squadre dei campionati semipro minori                                                                      |
| Secondo turno preliminare | 6                  | 88 → 82 | 6 squadre dei campionati semipro minori                                                                      |
| Primo turno               | 18                 | 82 → 64 | 16 squadre di Highland Football League 14 squadre di Lowland Football League                                 |
| Secondo turno             | 16                 | 64 → 48 | 10 squadre di Scottish League Two 2 squadre di Highland Football League 2 squadre di Lowland Football League |
| Terzo turno               | 16                 | 48 → 32 | 6 squadre di Scottish Championship 10 squadre di Scottish League One                                         |
| Quarto turno              | 16                 | 32 → 16 | 12 squadre di Scottish Premiership 4 squadre di Scottish Championship                                        |
| Ottavi di finale          | 8                  | 16 → 8  | - |
| Quarti di finale          | 4                  | 8 → 4   | - |
| Semifinali                | 2                  | 4 → 2   | - |
| Finale                    | 1                  | 2 → 1   | - |

## Fase preliminare

### Primo turno preliminare
| Squadra 1            | Risultato | Squadra 2      |
| -------------------- | --------- | -------------- |
| 12 agosto 2017       |           |                |
| Kelty Hearts         | 0 - 1     | LTHV           |
| Glenafton Athletic   | 6 - 0     | Newton Stewart |
| Burntisland Shipyard | 0 - 7     | Colville Park  |

### Secondo turno preliminare
| Squadra 1              | Risultato | Squadra 2          |
| ---------------------- | --------- | ------------------ |
| 2 settembre 2017       |           |                    |
| Banks O'Dee            | 2 - 1     | Linlithgow Rose    |
| Glasgow University     | 1 - 1     | Threave Rovers     |
| Colville Park          | 5 - 0     | Preston Athletic   |
| LTHV                   | 4 - 0     | Coldstream         |
| Glenafton Athletic     | 6 - 1     | Golspie Sutherland |
| St. Cuthbert Wanderers | 3 - 5     | Girvan             |

#### Replay
| Squadra 1        | Risultato | Squadra 2          |
| ---------------- | --------- | ------------------ |
| 9 settembre 2017 |           |                    |
| Threave Rovers   | 2 - 1     | Glasgow University |

## Primo turno
| Squadra 1               | Risultato | Squadra 2            |
| ----------------------- | --------- | -------------------- |
| 22 settembre 2017       |           |                      |
| Spartans                | 3 - 0     | Vale of Leithen      |
| 23 settembre 2017       |           |                      |
| Banks O'Dee             | 4 - 0     | Huntly               |
| Brora Rangers           | 5 - 0     | Girvan               |
| Civil Service Strollers | 2 - 1     | Strathspey Thistle   |
| Clachnacuddin           | 8 - 0     | Fort William         |
| Colville Park           | 2 - 1     | Cumbernauld Colts    |
| Deveronvale             | 3 - 1     | Hawick Royal Albert  |
| Edinburgh University    | 2 - 1     | Lossiemouth          |
| Edusport Academy        | 1 - 1     | Rothes               |
| Formartine Utd          | 2 - 1     | Turriff Utd          |
| Fraserburgh             | 2 - 1     | Forres Mechanics     |
| Gala Fairydean          | 0 - 2     | Keith                |
| Glenafton Athletic      | 4 - 0     | Threave Rovers       |
| LTHV                    | 3 - 2     | Inverurie Loco Works |
| Nairn County            | 1 - 0     | Whitehill Welfare    |
| Selkirk                 | 4 - 0     | Gretna 2008          |
| Wick Academy            | 2 - 2     | Stirling University  |
| 24 settembre 2017       |           |                      |
| BSC Glasgow             | 1 - 0     | Dalbeattie Star      |

### Replay
| Squadra 1           | Risultato | Squadra 2        |
| ------------------- | --------- | ---------------- |
| 30 settembre 2017   |           |                  |
| Stirling University | 1 - 0     | Wick Academy     |
| Rothes              | 1 - 3     | Edusport Academy |

## Secondo turno
| Squadra 1               | Risultato | Squadra 2           |
| ----------------------- | --------- | ------------------- |
| 13 ottobre 2017         |           |                     |
| Edinburgh               | 0 - 1     | Stenhousemuir       |
| 14 ottobre 2017         |           |                     |
| Banks O'Dee             | 2 - 0     | Selkirk             |
| Berwick Rangers         | 1 - 0     | Annan Athletic      |
| Buckie Thistle          | 6 - 2     | BSC Glasgow         |
| Civil Service Strollers | 0 - 5     | Brora Rangers       |
| Cowdenbeath             | 0 - 1     | East Kilbride       |
| Deveronvale             | 0 - 2     | Glenafton Athletic  |
| Edinburgh University    | 0 - 2     | Fraserburgh         |
| Elgin City              | 3 - 1     | Edusport Academy    |
| Formartine Utd          | 4 - 0     | East Stirlingshire  |
| Keith                   | 0 - 3     | Clyde               |
| Montrose                | 4 - 1     | Stirling University |
| Nairn County            | 1 - 2     | Cove Rangers        |
| Peterhead               | 9 - 0     | Colville Park       |
| Spartans                | 5 - 0     | Clachnacuddin       |
| Stirling Albion         | 3 - 5     | LTHV                |

## Terzo turno
| Squadra 1        | Risultato | Squadra 2          |
| ---------------- | --------- | ------------------ |
| 18 novembre 2017 |           |                    |
| LTHV             | 1 - 7     | St. Mirren         |
| Airdrieonians    | 2 - 3     | Cove Rangers       |
| Arbroath         | 3 - 0     | Berwick Rangers    |
| Banks O'Dee      | 2 - 6     | Ayr Utd            |
| Buckie Thistle   | 2 - 3     | Brechin City       |
| Clyde            | 0 - 2     | East Fife          |
| Dumbarton        | 1 - 0     | Elgin City         |
| East Kilbride    | 3 - 4     | Albion Rovers      |
| Formartine Utd   | 1 - 0     | Forfar Athletic    |
| Livingston       | 2 - 0     | Glenafton Athletic |
| Montrose         | 0 - 0     | Queen of the South |
| Peterhead        | 3 - 0     | Raith Rovers       |
| Queen's Park     | 1 - 4     | Dunfermline        |
| Spartans         | 1 - 2     | Fraserburgh        |
| Stenhousemuir    | 1 - 2     | Alloa Athletic     |
| Stranraer        | 0 - 1     | Brora Rangers      |

### Replay
| Squadra 1          | Risultato | Squadra 2 |
| ------------------ | --------- | --------- |
| 21 novembre 2017   |           |           |
| Queen of the South | 2 - 1     | Montrose  |

## Quarto turno
| Squadra 1          | Risultato | Squadra 2           |
| ------------------ | --------- | ------------------- |
| 20 gennaio 2018    |           |                     |
| Aberdeen           | 4 - 1     | St. Mirren          |
| Motherwell         | 2 - 0     | Hamilton Academical |
| Kilmarnock         | 1 - 0     | Ross County         |
| Ayr Utd            | 4 - 1     | Arbroath            |
| East Fife          | 0 - 1     | Brora Rangers       |
| Dunfermline        | 1 - 2     | Morton              |
| Dundee             | 2 - 2     | Inverness           |
| Celtic             | 5 - 0     | Brechin City        |
| Queen of the South | 1 - 2     | Partick Thistle     |
| Alloa Athletic     | 0 - 2     | Dundee Utd          |
| 21 gennaio 2018    |           |                     |
| Hearts             | 1 - 0     | Hibernian           |
| 23 gennaio 2018    |           |                     |
| Livingston         | 0 - 1     | Falkirk             |
| Peterhead          | 2 - 3     | Dumbarton           |
| 29 gennaio 2018    |           |                     |
| Albion Rovers      | 0 - 4     | St. Johnstone       |
| 30 gennaio 2018    |           |                     |
| Formartine Utd     | 0 - 2     | Cove Rangers        |
| 31 gennaio 2018    |           |                     |
| Fraserburgh        | 0 - 3     | Rangers             |

### Replay
| Squadra 1       | Risultato | Squadra 2 |
| --------------- | --------- | --------- |
| 30 gennaio 2018 |           |           |
| Inverness       | 0 - 1     | Dundee    |

## Ottavi di finale
| Squadra 1        | Risultato | Squadra 2       |
| ---------------- | --------- | --------------- |
| 10 febbraio 2018 |           |                 |
| Celtic           | 3 - 2     | Partick Thistle |
| Dundee           | 0 - 2     | Motherwell      |
| Cove Rangers     | 1 - 3     | Falkirk         |
| Morton           | 3 - 0     | Dumbarton       |
| Hearts           | 3 - 0     | St. Johnstone   |
| Kilmarnock       | 4 - 0     | Brora Rangers   |
| 11 febbraio 2018 |           |                 |
| Ayr Utd          | 1 - 6     | Rangers         |
| Aberdeen         | 4 - 2     | Dundee Utd      |

## Quarti di finale
| Squadra 1    | Risultato | Squadra 2  |
| ------------ | --------- | ---------- |
| 3 marzo 2018 |           |            |
| Celtic       | 3 - 0     | Morton     |
| Aberdeen     | 1 - 1     | Kilmarnock |
| 4 marzo 2018 |           |            |
| Motherwell   | 2 - 1     | Hearts     |
| Rangers      | 4 - 1     | Falkirk    |

### Replay
| Squadra 1     | Risultato       | Squadra 2 |
| ------------- | --------------- | --------- |
| 13 marzo 2018 |                 |           |
| Kilmarnock    | 1 - 1 (2-3 dtr) | Aberdeen  |

## Semifinali
| Squadra 1      | Risultato | Squadra 2 |
| -------------- | --------- | --------- |
| 14 aprile 2018 |           |           |
| Motherwell     | 3 - 0     | Aberdeen  |
| 15 aprile 2018 |           |           |
| Celtic         | 4 - 0     | Rangers   |

## Finale
| Arbitro: | Kevin Clancy |

|                         |           |  |
| McGregor 11’ Ntcham 25’ | Marcatori |  |